# Weimarschmieden

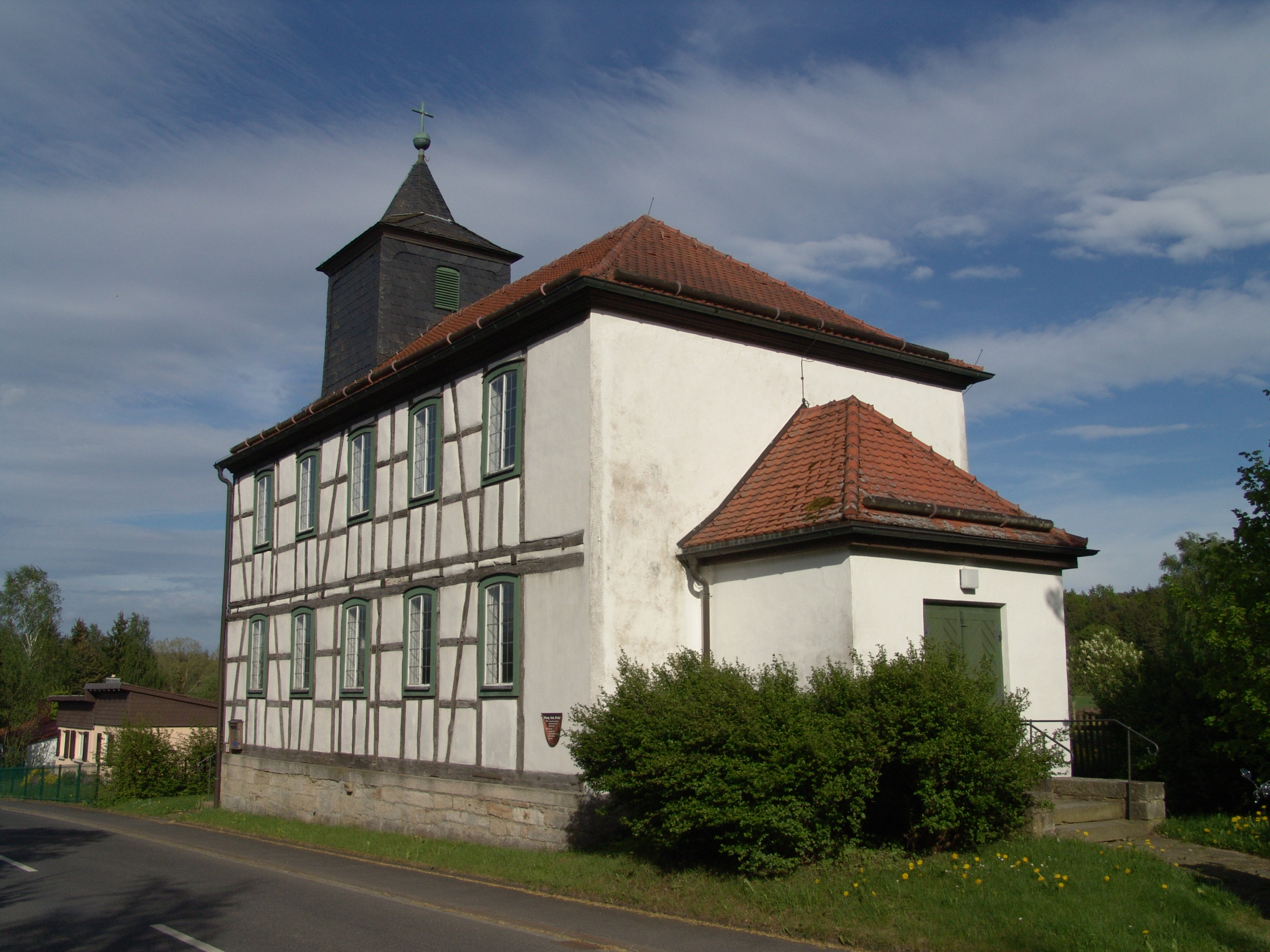
Die evangelische Kirche des Ortes

Weimarschmieden ist ein Gemeindeteil der Stadt Fladungen im unterfränkischen Landkreis Rhön-Grabfeld in Bayern. Es ist der nördlichste Ort in Bayern. Die Gemarkung Weimarschmieden hat eine Fläche von 5,683 km². Sie ist in 441 Flurstücke aufgeteilt, die eine durchschnittliche Flurstücksfläche von 12886,13 m² haben.

## Geografie
Das Kirchdorf liegt ungefähr 4 km nordöstlich von Fladungen direkt an der bayrisch-thüringischen Landesgrenze und ist über die Kreisstraße NES 31 mit dem Hauptort verbunden. Die Gemarkungsfläche grenzt an drei Seiten an Thüringen.
Der Ort liegt am südwestlichen Hang der Hochrhön und ist Teil des Naturparks Bayerische Rhön und des Biosphärenreservats Rhön. Der Ort wird auf thüringischer Seite vom LSG 255 Bischofswaldung mit Stedtlinger Moor umschlossen.

## Geschichte
Erstmals erwähnt wurde Weimarschmieden 1317 als Wüstung und hennebergisches Lehen mit dem Namen „Wilbrechtsschmiede“. Später waren dort zwei Rittergüter, die um 1800 vereinigt wurden. Der Ort gehörte zu Kaltensundheim und kam erst später zum Landgerichtsbezirk Fladungen.
Am 1. Juli 1971 wurde die Gemeinde im Zuge der Gebietsreform in Bayern nach Fladungen eingemeindet.

## Baudenkmäler
- Jüdischer Friedhof

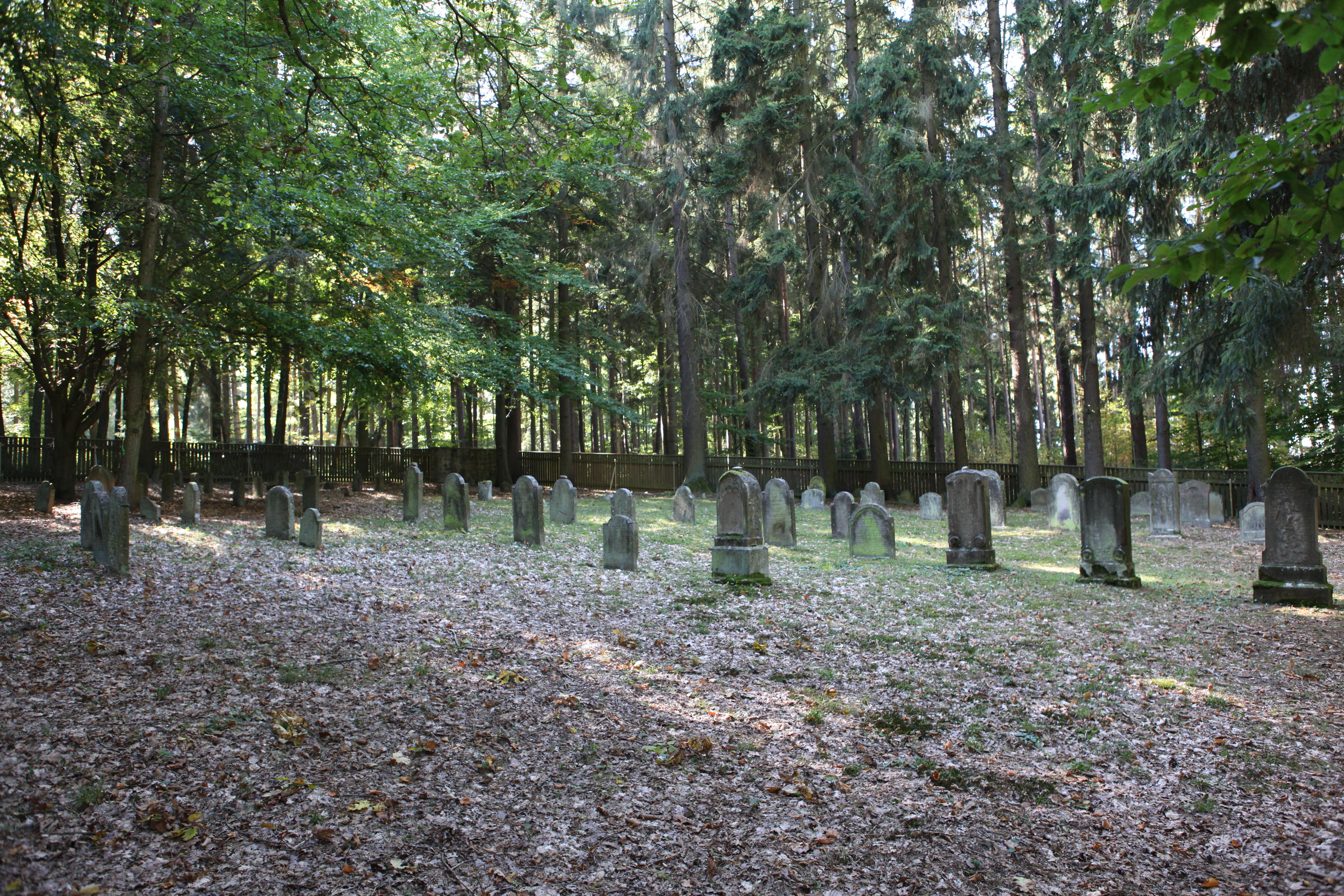
Der jüdische Friedhof

- Evangelisch-lutherische Pfarrkirche

## Vereine
In dem kleinen Ort gibt es eine Freiwillige Feuerwehr.
Deutschlandweit bekannt war das Jazzfestival in Weimarschmieden. Nach der Grenzöffnung wurde es aufgrund der gestiegenen Besucherzahlen und der deswegen gestiegenen Sicherheitsauflagen eingestellt.